# HMS Windsor Castle (1790)
HMS Windsor Castle (1790) — 98-пушечный линейный корабль второго ранга. Третий корабль Королевского флота, названный HMS Windsor Castle, в честь замка Виндзор, официальной резиденции британских монархов дома Виндзоров. Четвёртый линейный корабль типа London. Заложен 19 августа 1784 года. Спущен на воду 3 мая 1790 года на королевской верфи в Дептфорде.

## Служба
15 апреля 1793 года под командованием капитана сэра Томаса Баярда отплыл из Спитхеда с эскадрой из пяти линейных кораблей (двух 98-пушечных и трех 74-пушечных) и двух фрегатов под командованием вице-адмирала Филиппа Косби, для формирования второго дивизиона флота для действий в Средиземном море.
В начале августа 1794 года Windsor Castle (вице-адм. Филипп Косби, капитан сэр Томас Баярд) отправился в Бастию вместе с лордом Худом на Victory в погоне за французской эскадрой, которая стремилась попасть в залив Гуржан. Из-за штормовой погоды британцы вынуждены были вернуться обратно и французская эскадра получила возможность вернуться в Тулон.
9 марта 1795 года Windsor Castle (контр-адмирал Роберт Ланзи, капитан Джон Гор) вместе с средиземноморским флотом отплыл из Ливорно встретив французский флот на следующий день. На рассвете 13 марта адмирал Уильям Хотэм поднял сигнал общей погони, которая завершилась на следующий день захватом Ca-Ira и Censeur и два флота разошлись в противоположных направлениях.
8 июля 1795 года флот стал на якоре в заливе Сан-Фьоренцо. Когда были получены сведения, что французский флот находится
неподалеку, британцы бросились в погоню. Противник был обнаружен 13 июля, был отдан приказ для общей погони, но бой закончился с неопределенным результатом, французы потеряли только один 74-пушечный корабль. В результате на адмирала Уильяма Хотэма обрушилась волна критики и, возможно, именно поэтому 1 ноября 1795 он был смещен со своего поста.
Windsor Castle был частью эскадры Роберта Кальдера, блокирующей Ферроль. 15 июля 1805 года отплыл к району мыса Финистерре для перехвата франко-испанского флота, возвращающегося из Вест-Индии. Принял участие в битве при мысе Финистерре 22 июля 1805 года. Потерял 10 человек убитыми и 35 ранеными. На его долю досталась часть призовых денег за захваченные в тот день испанские корабли San Rafael и Firme.
25 сентября французская эскадра из пяти фрегатов и двух корветов под командованием коммодора Элеонора-Жан-Николя Солейла сопровождала конвой, перевозящий припасы и войска во французскую Вест-Индию. Английская эскадра перехватила конвой, что привело к сражению 25 сентября 1806 года, в котором англичане смогли захватить четыре фрегата: Armeide, Minerva, Indefatigable и Gloire. Фрегат Thetis и корвет Sylphe сбежали вместе с Lynx, который сумел уйти от преследования Windsor Castle.
В Средиземном море Windsor Castle принимал участие в неудачной Дарданелльской операции 1807 года вице-адмирала сэра Джона Дакворта. 19 февраля Windsor Castle потерял семь человек ранеными в сражении при Абидосе. Возле редута на мысе Песк британский флот столкнулся с турецкой эскадрой из одного 64-пушечного линейного корабля, четырёх фрегатов и восьми других судов, большинство из которых они вынудили выброситься на мель. Морские пехотинцы овладели батареей, заклепали пушки и уничтожили станки. Стоявшие на мели турецкие корабли были абордированы англичанами на шлюпках и уничтожены.
27 февраля Windsor Castle потерял одного человека при оказании помощи морским пехотинцам в их высадке на остров Прота. При проходе через Дарданеллы турецкая крепость на Абидосе обстреляла
английскую эскадру. Гранитные пушечные ядра весом до 800 кг и до 6 футов в диаметре попали в Windsor Castle, Standard и Active. Windsor Castle был серьезно поврежден когда 800-фунтовый камень из турецкой пушки срезал её грот-мачту. Windsor Castle потерял четырёх человек убитыми и 20 ранеными. Всего же англичане потеряли 29 человек убитыми и 138 ранеными. Ни один корабль не был потерян.
Windsor Castle принял участие в Александрийской экспедиции 1807 года Джона Дакворта, а в мае покинул Александрию и отплыл на Мальту.
В 1814 году был понижен до 74-пушечного. С 1836 года использовался как плавучий склад в Плимуте. Отправлен на слом и разобран
в 1839 году.